# Sant Jaume del Barretó
Sant Jaume del Barretó és un església romànica i gòtica del terme municipal de Ripoll (Ripollès). Era una sufragània de la parroquial de Sant Bartomeu de Llaés.
Està protegida com a bé cultural d'interès local de Ripoll.

## Descripció
És una capella romànica, d'una nau amb volta clarament apuntada. L'absis, separat de la nau pel presbiteri i un arc triomfal, és ornat amb una motllura quadrada i llisa. Té un gran portal adovellat a migdia, tapiat, i un altre de més petit i tardà a la façana de ponent, que és coronada per un campanaret d'espadanya.

## Història
Bastida a finals del segle xii, com a sufragània de Llaés, era coneguda per Sant Jaume de Montbac o de Bonbac fins a finals del segle xvii, que passà a capella particular del veí del Barretó.
El 1936 fou saquejada, abandonada i convertida en pallissa. El 1975 fou restaurada i retornada al culte.